# Periodate de sodium
Le periodate de sodium est le sel de sodium de l'acide periodique, HIO4. Appelé aussi métaperiodate (NaIO4) de sodium ou m-periodate de sodium, il ne doit pas être confondu avec l'orthoperiodate de sodium (o-periodate de sodium) dont la formule brute est Na5IO6. Ces deux sels sont utilisés dans certaines réactions chimiques pour le pouvoir oxydant de l'ion periodate.
Quand il est chauffé, le periodate de sodium se décompose en formant de l'iodate de sodium, NaIO3 et du dioxygène, O2. Cette réaction de décomposition est catalysée par la présence de dioxyde de manganèse, MnO2.

## Utilisation
Le periodate de sodium est utilisé pour oxyder les polysaccharides pour les rendre plus réactifs. En particulier, l'oxydation de la cellulose biocompatible et biodégradable donne un matériau qui peut être utilisé comme fil de suture ou comme un échafaudage pour de l'ingénierie tissulaire ou pour l'administration de médicaments.
Le periodate de sodium peut être utilisé en solution pour ouvrir des cycles osidiques en coupant la liaison carbone-carbone d'un diol vicinal, laissant deux groupes aldéhyde pendants. Cette réaction est souvent utilisée pour le marquage de glucides avec des molécules fluorescentes ou d'autres balises telles que la biotine. Parce que ce processus exige des diols vicinaux, l'oxydation au periodate de sodium est souvent utilisée pour marquer sélectivement l'ARN (composé de ribose à diols vicinaux) par rapport à l'ADN qui, comme désoxyribose cyclique, n'a pas de diols vicinaux.

## Production
L'ion périodate est communément produit sous forme de Na3H2IO6 qui a une forme cristalline orthorhombique. Ce dernier est obtenu par différentes oxydations :
NaIO3 + Cl2 + 4 NaOH → Na3H2IO6 + 2 NaCl + H2O
NaI + 4 Br2 + 10 NaOH → Na3H2IO6 + 8 NaBr + 4 H2O
On peut également obtenir du métapériodate de sodium par la réaction suivante :
Na3H2IO6 + 2 HNO3 → NaIO4 + 2 NaNO3 + 2 H2O